# 1860

## Esdeveniments
Països Catalans
- 29 d'octubre, Girona: S'inaugura el Teatre Municipal amb La Traviata, de Verdi.[1]

Resta del món
- 11 de març i 12 de març, Itàlia: Els ciutadans de Parma, la Toscana, Mòdena i la Romanya (els Estats Pontificis excepte el Laci) accepten en referèndum d'unir-se al regne de Sardenya.
- 23 de març - Prossegueix la batalla de Tetuan, gran enfrontament entre el Marroc i Espanya (guerra d'Àfrica).
- 26 de març - S'estrena Giuditta, òpera del compositor Achille Peri, al teatre La Scala de Milà.[2]
- 3 d'abril, Estats Units: s'hi inaugura el servei postal del Pony Express.
- 26 d'abril - Tetuan: es signa al Tractat de Wad-Ras, acord entre el Marroc i Espanya que posava fi a la guerra d'Àfrica.
- 17 de juliol: Es funda a Tunísia el diari en llengua àrab Al-Raid al-Tunisi.
- 20 de desembre, Carolina del Sud, Estats Units: L'Assemblea d'aquest estat declara dissolta la unió amb els Estats Units: aquest fet origina la Guerra de Secessió.
- Pasteur realitzà múltiples estudis sobre el metabolisme de llevats i sobre l'asèpsia.
- Solnhofen, Alemanya: Christian Erich Hermann von Meyer descobreix la primera resta fòssil de l'arqueòpterix.

## Naixements
Països Catalans

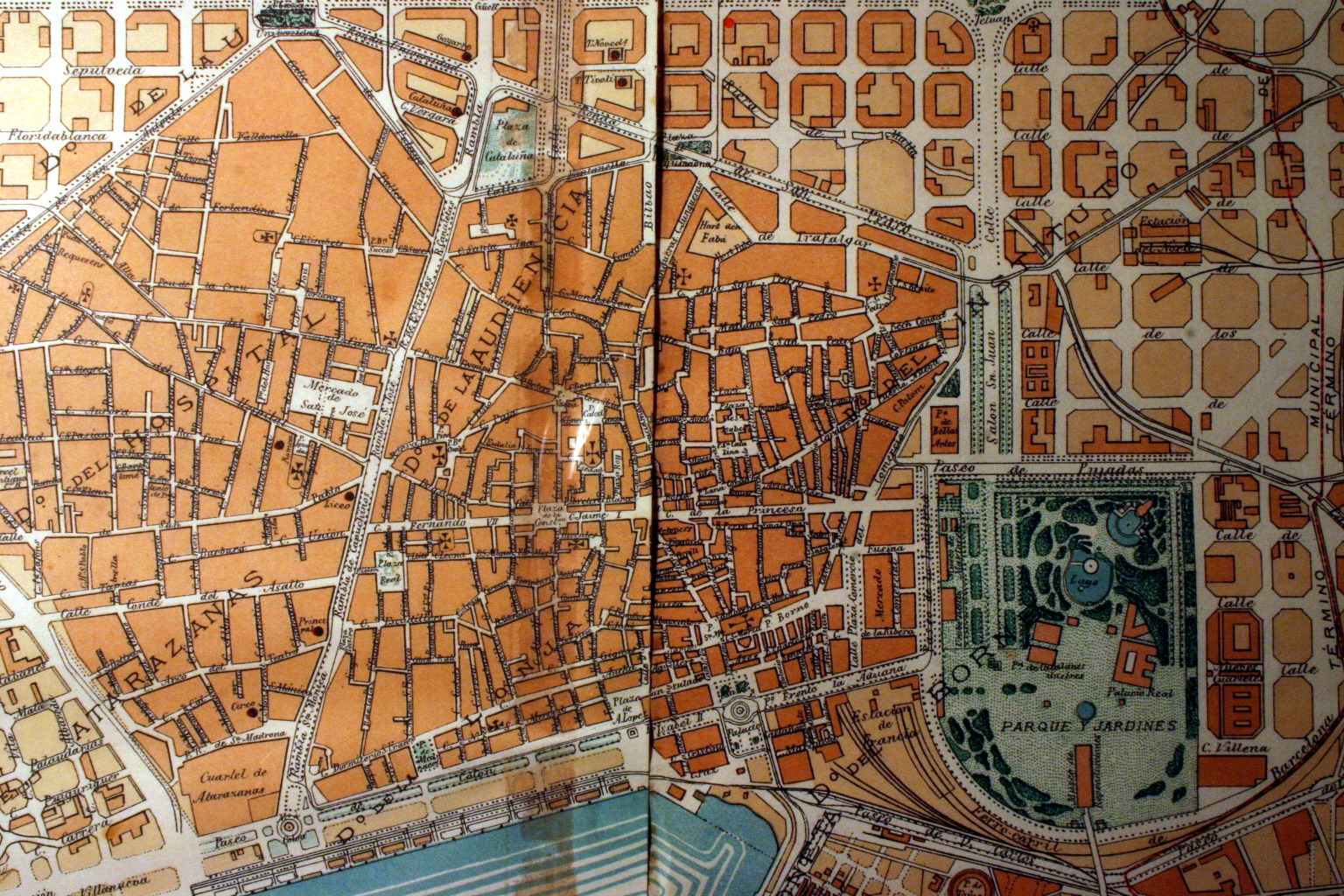
Plànol de la Ciutat Vella de Barcelona de l'any 1860.

- 16 d'abril, Sabadell: Joan Baptista Codina i Formosa, filòleg i eclesiàstic català (m. 1923).[3]
- 17 de maig, Tortosa, Baix Ebre: Agustí Querol i Subirats, escultor català (m. 1909).[4]
- 29 de maig, Camprodon: Isaac Albéniz, compositor i pianista (m. 1909).[5]
- 23 de juny, Barcelona: Joan Llimona i Bruguera, pintor català (m. 1926).[6]
- 10 d'octubre, Barcelona, Barcelonès: Joan Maragall i Gorina, escriptor català (m. 1911).

Resta del món
- 29 de gener, Taganrog, Imperi Rus: Anton Txékhov, dramaturg i rondallaire rus (m. 1904).
- 8 de febrer, Hèlsinki: Selma Kajanus, concertista i professora de piano i arpista (m. 1935).[7]
- 11 de febrer, Lo Chasteu de Perigòrd: Rachilde, escriptora i editora de premsa francesa (m. 1953).[8]
- 13 de març, Windischgraz, Imperi Austríac, avui Slovenj Gradec, Eslovènia: Hugo Wolf, compositor austríac d'origen eslovè, que va destacar per les seues cançons (lieder) (m. 1903)[9]
- 15 de març, Grythyttan, Comtat d'Örebro: Anna Cassel, artista sueca (m. 1937).[10]
- 7 d'abril, Santarém: Alice Pestana, escriptora i humanista portuguesa, pedagoga, feminista.[11]
- 2 de maig, Budapest, Hongria: Theodor Herzl, escriptor i periodista jueu (m. 1904).[12]
- 20 de maig, Múnic, Alemanya: Eduard Buchner, químic alemany, Premi Nobel de Química de 1907 (m. 1917).[13]
- 21 de maig, Semarang, Java: Willem Einthoven, metge neerlandès, Premi Nobel de Medicina o Fisiologia de 1924 (m. 1927).[14]
- 31 de maig, Múnic, Baviera: Walter Richard Sickert, pintor impressionista anglès d'origen alemany (m. 1942).[15]
- 8 de juny, Castel Road, Irlanda: Alicia Boole Stott, extraordinària matemàtica amateur.[16]
- 10 de juny, Brăila, Romania: Hariclea Darclée, cèlebre soprano romanesa (m. 1939).[17]
- 24 de juny, Madrid: Maria de la Mercè d'Orleans, reina d'Espanya, casada amb Alfons XII (m. 1878).[18]
- 30 de juny, Graz, Imperi Austríac: Adelina Stehle, soprano operística austríaca (m. 1945).[19]
- 3 de juliol, Hartford: Charlotte Perkins Gilman, escriptora, sociòloga i activista política estatunidenca (m. 1935).[20]
- 5 de juliol, Augsburg: Albert Döderlein, ginecòleg alemany.
- 7 de juliol, Kaliště, Bohèmia, Imperi Austríac: Gustav Mahler, compositor i director d'orquestra austríac (m. 1911).[21]
- 11 de juliol, Parísː Élisabeth de Riquet, comtessa Caraman-Chimay, aristòcrata i mecenes francesa, model literària per a Marcel Proust.[22]
- 17 de juliol, Trèveris: Clara Viebig, escriptora alemanya (m.1952).[23]
- 24 de juliol, Ivancice, Moràvia: Alfons Mucha, pintor i artista gràfic txec (m. 1939).[24]
- 31 de juliol, Filadèlfia: Mary Morris Vaux Walcott, artista i naturalista, pintora d'aquarel·les de flors de plantes silvestres (m. 1940).[25]
- 6 d'agost - Den Helder, Països Baixos: Aletta Ruijsch, pintora i dibuixant holandesa (m. 1930).[26]
- 20 d'agost, Bar-le-Duc, Lorena, França: Raymond Poincaré, polític francès, primer ministre de França cinc cops i President de la República francesa de 1913 a 1920 (m. 1934).[27]
- 22 d'agost, Calataiud: Blanca Catalán de Ocón Gayolá, primera botànica espanyola.[28]
- 6 de setembre, Cedarville, Illinois) (EUA: Jane Addams, pacifista Premi Nobel de la Pau 1931 (m. 1935).[29]
- 23 de novembre, Estocolm, Suècia: Hjalmar Branting, polític suec, Primer Ministre de Suècia, Premi Nobel de la Pau de 1921 (m. 1925).
- 15 de desembre, Tórshavn, Illes Fèroe: Niels Ryberg Finsen, metge danès, guardonat amb el Premi Nobel de Medicina o Fisiologia l'any 1903 per les seves investigacions dels efectes terapèutics de la llum.
- París: Juliette Simon-Girard, actriu i cantant francesa.

## Necrològiques
Països Catalans
- 28 de juny - Barcelona: Pere Labèrnia, lingüista valencià (n. 1802).[30]

Resta del món
- 17 de març, Londres: Anna Brownell Jameson, escriptora i historiadora de l'art britànica.[31]
- 16 de maig - Londres: Anne Isabella Byron, poeta, matemàtica i activista social antiesclavista, i mare d'Ada Lovelace (n. 1792).[32]
- 29 de juny - Bristol (Anglaterra): Thomas Addison, científic i metge britànicdel segle XIX. Va descobrir diverses malalties, entre les quals es troben la malaltia d'Addison (una patologia degenerativa de les glàndules suprarenals (n. 1793).[33]
- 12 de setembre - Trujillo (Hondures): William Walker, aventurer estatunidenc, afusellat perquè s'havia apoderat de Nicaragua.[34]
- 17 de desembre - Highgate Middlesex, Anglaterra: Alicia Boole Stott, extraordinària matemàtica amateur (m. 1940).[16]
- Tetuan: Victorià Sugranyes Fernández, militar reusenc mort en la batalla de Tetuan.